# Prinsenkamp
Prinsenkamp é um hamlet dos Países Baixos, na província de Guéldria. Faz parte do município de Nijkerk, e está situada a cerca de 16 km a leste de Amersfoort.